# Amphimelania holandrii
Amphimelania holandrii е вид охлюв от семейство Melanopsidae. Видът не е застрашен от изчезване.

## Разпространение и местообитание
Разпространен е в Австрия, Албания, Босна и Херцеговина, България, Гърция, Северна Македония, Румъния, Словения, Унгария, Хърватия и Черна гора.
Обитава сладководни басейни и реки.